# Нов Сибир
Нов Сибир (на руски: Но́вая Сиби́рь) е остров в Източносибирско море, най-източния от групата острови Анжу, северна подгрупа на Новосибирските острови, разположени между море Лаптеви и Източносибирско море. Административно влиза в състава на Булунски улус на Якутия, Русия. Площ около 6200 km2. На запад Благовещенския проток го отделя от бившия остров Фадеевски, сега полуостров на остров Котелни. Релефът му е нисък с максимална височина 76 m, разположена до югозападния му бряг. Изграден е от антропогенни наслаги, които на много места лежат върху изкопаем лед. Има няколко десетки малки реки, като най-големи са Болшая на северозапад и Надеждная на югоизток. Покрит с тундрова растителност, състояща се основно от нискорастящи треви, тръстики, мъхове, лишеи и гълъбови очички. Тези растения предимно или изцяло покриват острова. Почвата е влажна, фина, и често заблатена.
Руският търговец на ценни животински кожи Яков Санников е първият регистриран европеец, който стъпва на остров Нов Сибир, през 1806 година. Той открива острова по време на една от няколкото ловни експедиции, финансирани от търговците Семьон и Лев Сировацки..

## Топографска карта
- Топографска карта S-55,56; М 1:1 000 000;